# Dekret o Polakach
Nie należy mylić z tzw. dekretami polskimi (Polenerlasse) z 1940 r.

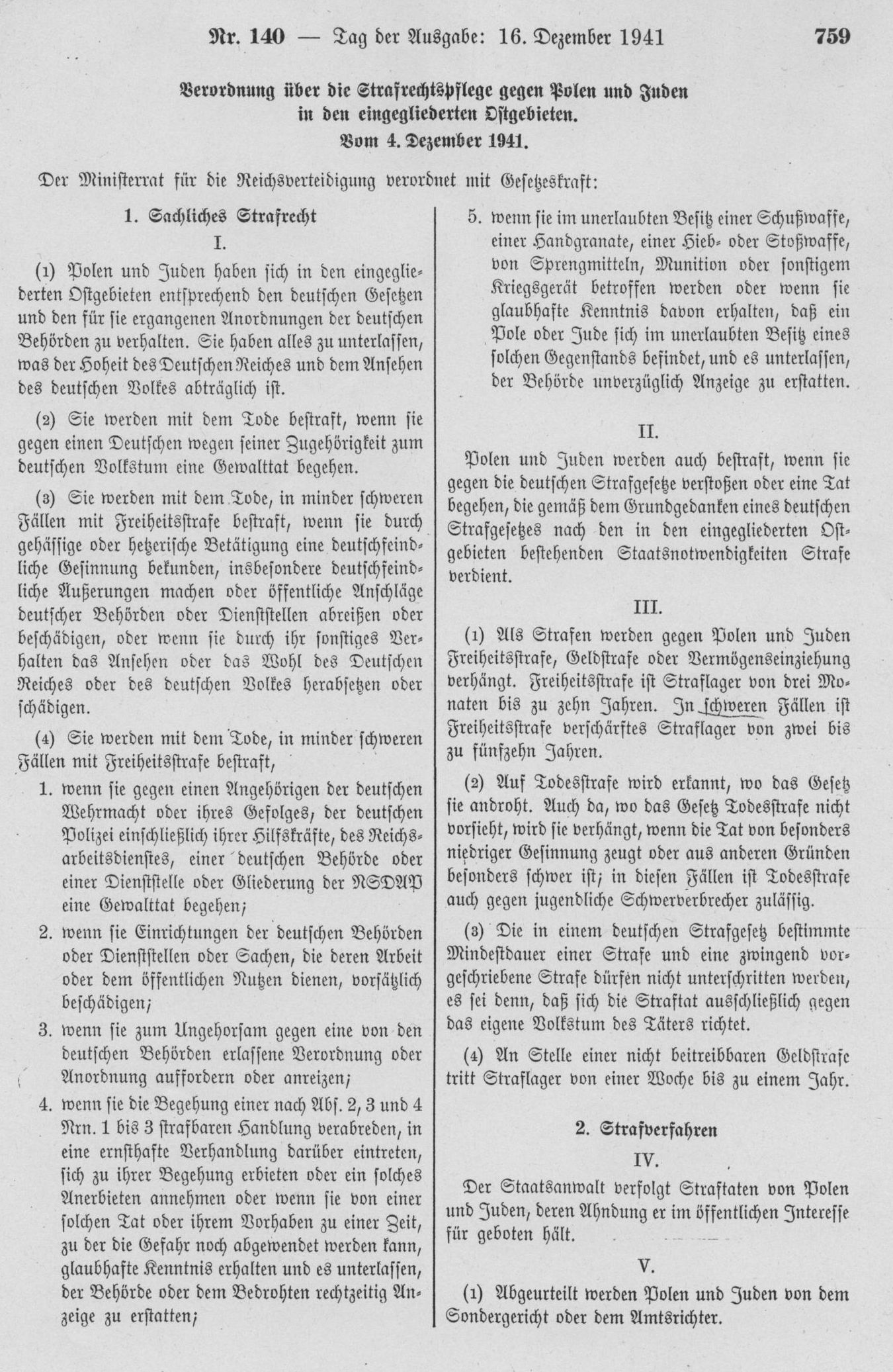
Rozporządzenie w sprawie systemu wymiaru sprawiedliwości wobec Polaków i Żydów w zajętych terytoriach, 4 grudnia 1941

Dekret o Polakach (niem. Polenstrafrechtsverordnung, oficjalna nazwa: Verordnung über die Strafrechtspflege gegen Polen und Juden in den eingegliederten Ostgebieten, pol. Rozporządzenie w sprawie systemu wymiaru sprawiedliwości wobec Polaków i Żydów na zajętych terytoriach – z RGBl 1941 I 759 ff) – niemieckie rozporządzenie wydane przez Radę ds. Obrony Rzeszy (niem. Ministerrat für die Reichsverteidigung) 4 grudnia 1941, wprowadzające skrócony proces postępowania sądowego, ograniczające prawa oskarżonego i zaostrzające prawo karne wobec Polaków i Żydów na terenach Polski okupowanych przez III Rzeszę.